# Interferó tipus I
Els interferons de tipus I (IFN) humans són un gran subgrup de d'interferons, per tant ajuden a regular l'activitat del sistema immunitari.
Els interferons s'uneixen als receptors de l'interferó. Tots els IFN de tipus I s'uneixen a un complex específic de receptors de superfície cel·lular conegut com a receptor IFN-α (IFNAR) que consta de cadenes IFNAR1 i IFNAR2.
Els IFN de tipus I es troben en tots els mamífers i s'han trobat molècules homòlegues (similars) en espècies d'aus, rèptils, amfibis i peixos.

## Tipus en mamífers
Es designen com IFN-α (alfa), IFN-β (beta), IFN-κ (kappa), IFN-δ (delta), IFN-ε (epsilon), IFN-τ (tau), IFN-ω (omega) i IFN-ζ (zeta, també conegut com a limitina).